# Aalborg-Nørager Jernbane
Aalborg-Nørager Jernbane var en jernbanestrækning, der var med i den store jernbanelov fra 1918, men ikke blev anlagt. Banen skulle være 63,3 km lang og have 15 stationer.

## Planlagte standsningssteder
- Aalborg - forbindelse med Randers-Aalborg Jernbane, Vendsysselbanen, Aalborg-Hadsund Jernbane og Fjerritslev-Frederikshavn Jernbane
- Restrup
- Nørholm
- Sønderholm - krydsning af Aalborg-Hvalpsund Jernbane
- Moldbjerg
- Øster Hornum
- Byrsted
- Hjeds
- Hyllested
- Suldrup
- Aarestrup
- Haverslev - krydsning af den ligeledes skrinlagte Aars-Arden-Øster Hurup Jernbane
- Mejlby
- Kongens Tisted
- Nørager - forbindelse med Himmerlandsbanerne

Banen skulle mellem Aalborg og Sønderholm gå mere direkte end Hvalpsundbanen og uden dens kraftige stigninger. Der var endda tale om at nedlægge den såkalde "bjergbane" mellem Svenstrup og Sønderholm og lade Hvalpsundbanen benytte Nøragerbanens spor mellem Aalborg og Sønderholm. Nøragerbanen ville blive en hård konkurrent til Hvalpsundbanen, som derfor også ville tage sig godt betalt for udvidelsen af Sønderholm Station og ansættelsen af mere personale.
Jernbanekommissionen fra 1923, som skulle vurdere lovens projekter, mente at Nøragerbanen måske kunne bære sin egen drift, men ikke forrente den investerede kapital. Pga. konkurrencen med Hvalpsundbanen og DSB's strækning Hobro-Aalborg frarådede kommissionen at anlægge banen.

## Svenstrup-Nørager
Der har også været et kortere projekt på ca. 41 km med den mere direkte linjeføring Svenstrup-Godthåb-Guldbæk-Øster Hornum-Hjeds-Suldrup-Sønderup-Haverslev-Mejlby-Nørager.